# 香川景樹

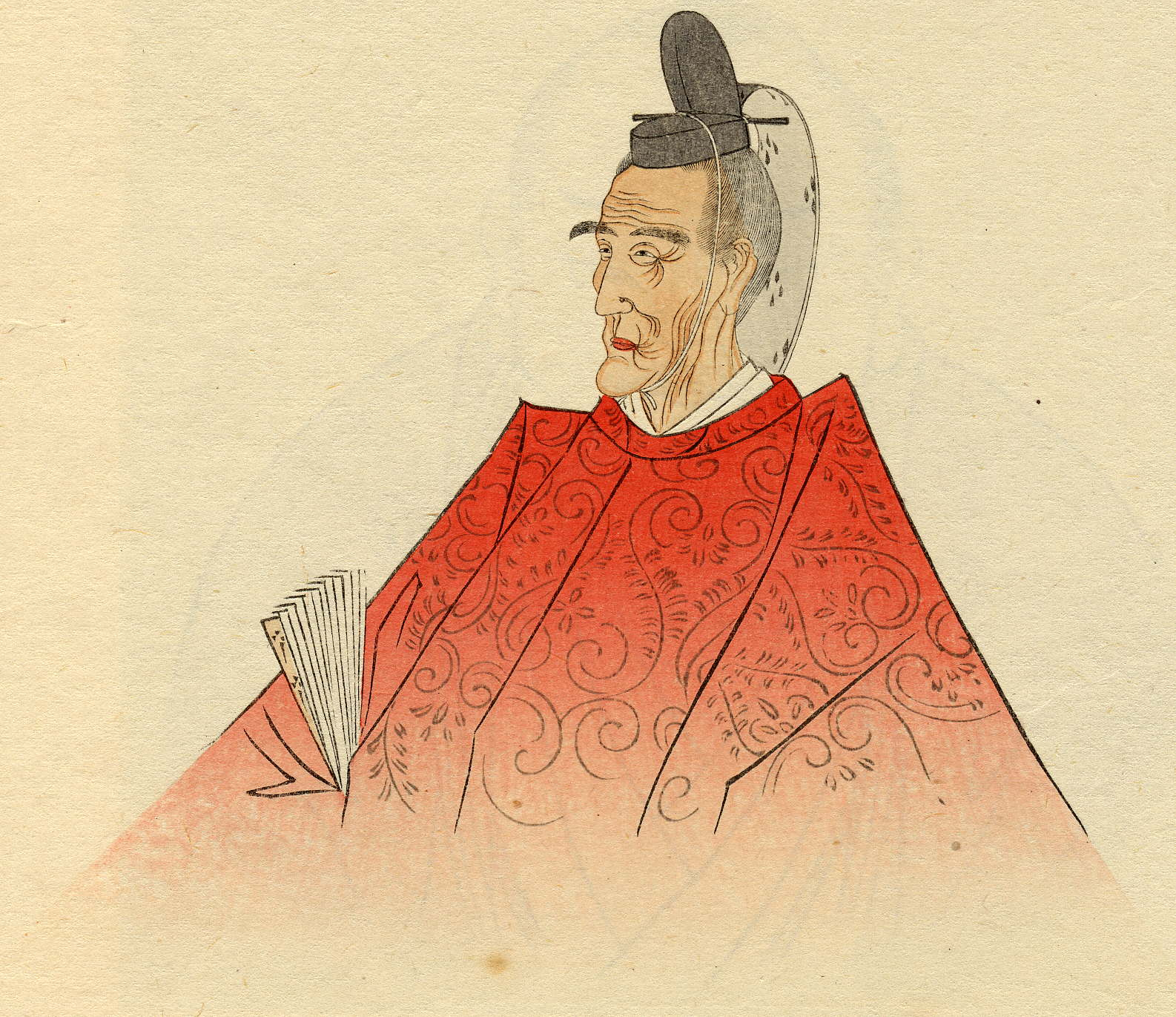
香川景樹『国文学名家肖像集』より

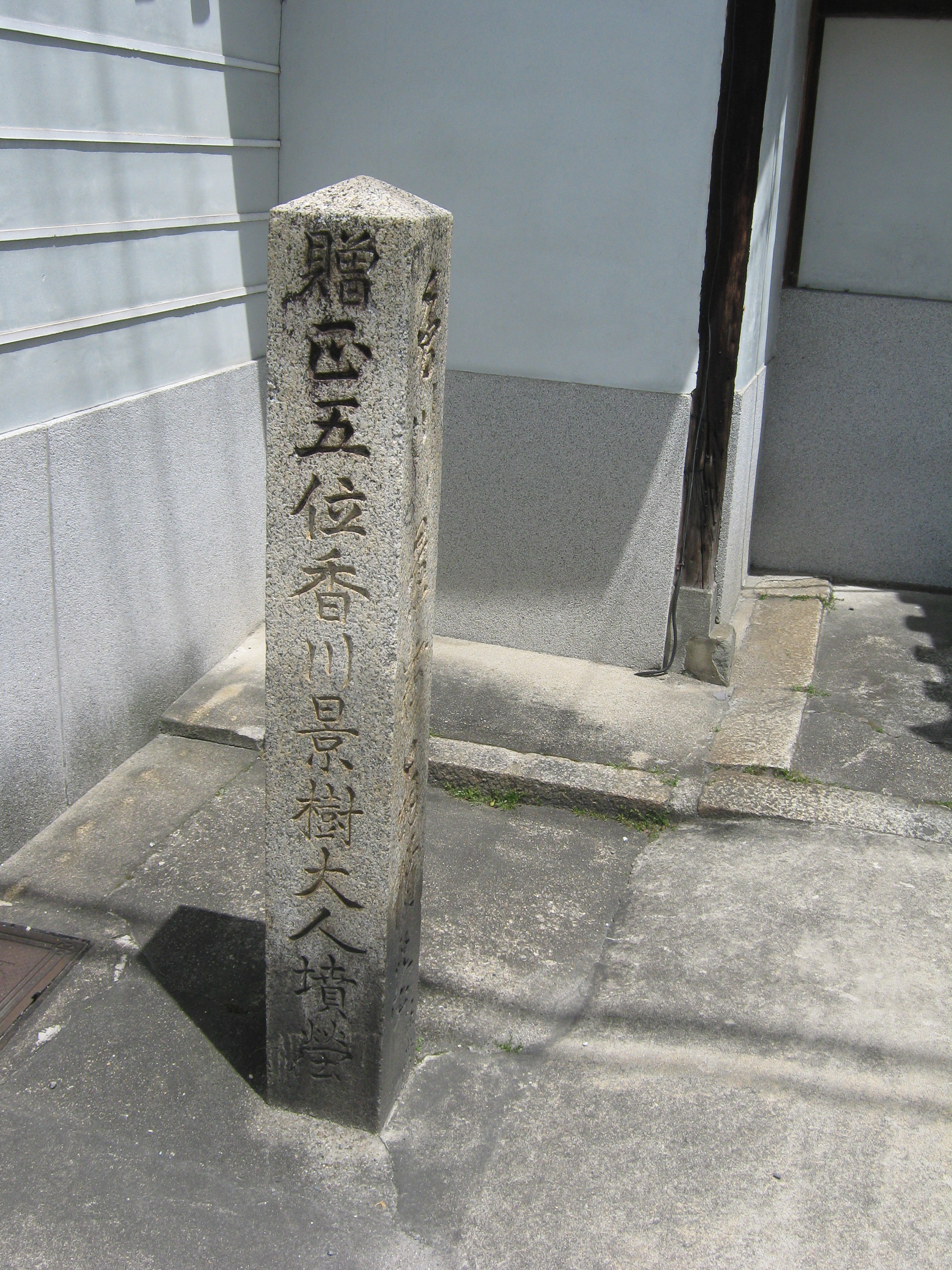
香川景樹墓、京都市東山区東大路通二条下ル聞名寺（明眼地蔵尊）

香川 景樹（かがわ かげき、明和5年4月10日（1768年5月25日） - 天保14年3月27日（1843年4月26日））は、江戸時代後期の歌人。父は鳥取藩士荒井小三次。初名は、純徳・景徳。通称は銀之助・真十郎・式部・長門介。号は桂園（けいえん）・東塢亭（とううてい）・梅月堂・観鶩亭（かんぼくてい）・臨淵社・万水楼・一月楼。出仕した徳大寺家では「景樹」を「かげしげ」と呼んでいたが、景樹自身は自身の署名で「かげき」の読みを使っており、こちらの呼称が一般に通用している。

## 生涯・人物
因幡国（今の鳥取県）で生まれる。幼い頃から読書家であり、書道も良く嗜んだ。7歳の時、父小三次が43歳で病没し、家の柱石を失った景樹の家は一家離散の憂き目に会う。景樹は親類である奥村定賢に預けられ、実子のいなかった定賢の養子として養育される。この時純徳、真十郎と名を改める。清水貞固に師事して学問を学び、15歳で百人一首の註釈を手掛ける。また堀南湖（堀杏庵曽孫）の元で儒学にも打ち込んだ。
共に清水貞固の元で学んだ学友に林宣義がおり、また荒尾礼就とも交流があった。宣義、礼就はそれぞれ武士として要職に就いたが、景樹は生来蒲柳の質で武士としての素養に恵まれなかった。景樹は学者として立身することを志すようになり、26歳の時、妻の包子を随伴させて郷土を離れ上洛、大坂を経由して着京する。なお、宣義とはその後も終生交流があり、2人は同じ年に生まれ、同じ年に没している。
京都では、最初鷹司家に出仕したが、家令と軋轢を生じて出奔した。次に西洞院時名に仕え、時名が没するとその子信庸の斡旋で清水谷実業の流れをくむ二条派の歌人梅月堂香川景柄の養子となり、名を純徳から景徳、そして景樹へと改め、徳大寺家に出仕するようになる。養父景柄を通じて岩国の香川本家とも交流があり、香川景欽の誕生や香川正恒の百回忌などに祝歌や追悼歌を送った。
香川梅月堂に入った景樹は公家の歌会にたびたび列席し、本居宣長とも邂逅し、その門人植松有信と歌の贈答をしている。また養父景柄と親交の深かった小沢蘆庵の感化を強く受け、蘆庵に私淑して歌の指導を受けた。蘆庵との交流は後の景樹の人生、歌人としての姿勢に深く影響することとなる。
蘆庵の思想に感化された景樹は、「調の説」という独自の歌論を提唱、展開するようになった。調の説を鼓吹するようになった時期については、熊谷直好は景樹が40から50の頃（1807年から1817年の間）、児山紀成は1801年、景樹が34歳の時であったと述懐している。
斬新な歌論を展開した景樹だが、そのために保守派からの排撃を受ける。江戸派の加藤千蔭、村田春海は「筆のさが」という論考を書き上げ、その中で景樹の歌論を痛罵し、京都の旧派からも排斥を受け、「大天狗」「切支丹」「気違い」と罵倒された。「大天狗」という渾名は、景樹の自信家で尊大な姿勢と、長身、面長で鼻梁の高い風貌が天狗を彷彿とさせたことから定着したものであった。四方からの非難に、景樹は一時弱気になったこともあったが、逆に旧派を「未熟」「弊風がある」と指摘して反撥した。
歌界に新風を吹き込んだ景樹だったが、それゆえ伝統を尊重する香川梅月堂とも齟齬をきたすようになり、経済的な理由もあって、香川家とは1808年（文化元年）に離縁しているが、その後も香川の姓を名乗ることは許され、養父景柄との関係も決して悪いものではなかった。
小説家志茂田景樹のペンネームは香川景樹にちなむ。
法号は実参院悟阿在焉居士。
1907年（明治40年）、正五位を追贈された。

## 門人
- 熊谷直好
- 木下幸文
- 内山真弓
- 中西石陰
- 菅沼斐雄